# 1362 Griqua
1362 Griqua è un asteroide della fascia principale del diametro medio di circa 29,9 km. Scoperto nel 1935, presenta un'orbita caratterizzata da un semiasse maggiore pari a 3,2216744 UA e da un'eccentricità di 0,3698158, inclinata di 24,20557° rispetto all'eclittica.
Il nome si riferisce a una tribù di nativi di una regione del Sudafrica.